# Branchinella dubia
Branchinella dubia är en kräftdjursart som först beskrevs av Schwartz 1917.  Branchinella dubia ingår i släktet Branchinella och familjen Thamnocephalidae. Inga underarter finns listade.